# Бона, Консепсьон
Консепсьон Бона Эрнандес (исп. Concepción Bona Hernández; 6 декабря 1824, Санто-Доминго — 2 июля 1901) — школьная учительница и участница борьбы за независимость Доминиканской Республики. Вместе с Марией Тринидад Санчес, Изабель Сосой и Марией де Хесус Пиной, она приняла участие в изготовлении доминиканского флага.

## Биография
Консепсьон Бона была дочерью Игнасио Боны Переса, одного из подписантов манифеста 16 января 1844 года, и Хуаны де Диос Эрнандес, старшей дочери Хосефы Бреа Эрнандес, жены аристократа и национального героя Матиаса Рамона Мельи. Она также приходилась племянницей Хуана Пины, отца Педро Алехандро Пины, видного деятеля национального движения за независимость и одним из основателей тайного общества «Ла Тринитария». Гаитянская оккупация Санто-Доминго началась за два года до её рождения, и она выросла при гаитянском правлении.
Жан-Пьер Буайе установил контроль над доминиканской территорией в 1822 году, результатом этого стало политическое и культурное противостояние между двумя странами, поскольку культурная основа гаитян была франко-африканской, а доминиканцев — испаноязычной.
Бона выросла в семье, полностью преданной патриотическому делу, следовавшей идеям Хуана Пабло Дуарте. Будучи молодой и смелой, Консепсьон Бона безоговорочно приняла тринитарные идеалы. Вместе со своей двоюродной сестрой Марией де Хесус Пиной, Исабель Сосой и Марией Тринидад Санчес она изготовила из тонких тканей трёхцветный флаг, который был поднят сторонниками независимости на площади Пуэрта-дель-Конде 27 февраля 1844 года. Согласно доминиканским историкам именно Бона преподнесла флаг генералу Матиасу Рамону Мелье, основателю государства и мужу её двоюродной сестры Хосефы Бреа Эрнандес. Консепсьон Боне в то время было 19 лет, а её двоюродному брату — 16.
Бона вышла замуж за Маркоса Гомеса-и-Карвахаля, бывшего родом из Бани, 2 июня 1851 года. У супругов было шестеро детей: Маркос Антонио, Мануэль де Хесус, Элоиса, Рафаэль Мария, Хосе Мария и ещё один Хосе Мария. Консепсьон Бона умерла 2 июля 1901 года в Санто-Доминго. Её останки были перенесены в Национальный пантеон Доминиканской республики.
Станция метро в Санто-Доминго была названа в её честь.